# Єргені
Єргені (рос. Ергени) — височина на південному сході Європейської частини Росії, у Волгоградській, Ростовській області і Калмикії. Простягається від Волги (у районі Волгограда) до долини річки Східний Манич. Довжина близько 350 км, ширина 20—50 км, висота 160—221 м. Складена глинами, вапняками і пісковиками, у верхній частині специфічними (ергенінськими) відкладеннями, головним чином пісками. Східний схил круто (до 70—80 м) уривається до Прикаспійської низовини, розчленований густою мережею балок, біля підніжжя — прісноводі Сарпинські озера, західний схил пологий, увалистий, поступово знижується до долини Дону. Вододіл платоподібний, з великим числом западин суфозійнного походження.
Рослинність напівпустельна (полин, типчак, ковила, солянки) на світло-каштанових ґрунтах з плямами солончаків; у ярах східного схилу зустрічається верба, дуб, в'яз.